# Александр Ликопольский
Алекса́ндр Лико́польский (греч. Αλέξανδρος Λυκοπόλεως; III — начало IV веков) — христианский богослов (по философским убеждениям неоплатоник), автор небольшого трактата против манихеев. Сведения о жизни Александра не сохранились, патриарх Фотий называет его епископом Ликополиса, а немецкий патролог Отто Барденхевер называет его язычником. Существует мнение, что он был раскаявшимся манихеем, принявшим христианство.
Его трактат, как совпадающий с антиманихейской позицией Отцов церкви IV века, вошёл в христианские антиманихейские сборники. Он известен ценными сведениями о манихейской космологии. Трактат Александра Ликопольского содержится в 18-м томе Patrologia Graeca.